# Michail Vladimirovič Rodzjanko
Michail Vladimirovič Rodzjanko (in russo Михаил Владимирович Родзянко?; Popasnoe, 21 febbraio 1859 – Novo Miloševo, 24 gennaio 1924) è stato un politico russo.
Fu presidente della Terza e della Quarta Duma russa fino al 1917.

## Biografia
Di origine nobile, figlio di un proprietario terriero, intraprese dapprima la carriera militare divenendo ufficiale di cavalleria, poi si diede alla politica. Tra i fondatori dell'«Unione del 17 ottobre», il partito costituito in seguito all'appoggio dato al Manifesto del 17 ottobre/30 ottobre 1905, nel 1907 fu eletto deputato della Terza Duma, nella quale gli ottobristi ebbero la maggioranza e il loro capo Aleksandr Gučkov divenne il presidente dell'Assemblea.
Nel 1911 Gučkov si dimise dalla presidenza della Duma per contrasti con il primo ministro Stolypin, e Rodzjanko prese il suo posto, confermandosi alla presidenza della Quarta Duma, eletta nel 1912.
Durante la rivoluzione di febbraio 1917, fu a capo del Comitato provvisorio della Duma. 
Dopo la presa del potere da parte di Lenin in novembre, lasciò Pietrogrado e si trasferì in Crimea. Rodzianko supportò Anton Denikin e Pëtr Vrangel', ma a causa della sconfitta dell'Armata Bianca nella guerra civile, nel 1920 emigrò in Serbia.